# Velvet Goldmine (canción)
"Velvet Goldmine" es una canción escrita por el músico británico David Bowie. Originalmente grabada el 11 de febrero de 1971 durante las sesiones para su álbum de 1972, The Rise and Fall of Ziggy Stardust and the Spiders from Mars, la canción fue descartada para el álbum y posteriormente publicada como lado B (junto con "Changes") en el relanzamiento del sencillo en el Reino Unido de "Space Oddity" en 1975, donde alcanzó la posición #1 en las listas de sencillos británicas.
El título de la canción inspiró al nombre de la película de 1998, Velvet Goldmine interpretada por Jonathan Rhys Meyers.

## Otros lanzamientos
- La canción ha aparecido en numerosos álbumes compilatorios de David Bowie:
  - Rare (1982)
  - The Best of David Bowie 1969/1974 (1997)
- La canción, originalmente publicada como lado B en Reino Unido, estuvo disponible en formato digital y CD por primera vez en 2015, en Re:Call 1, como parte de la caja recopilatoria Five Years (1969–1973).[4]
- Fue publicada como un disco ilustrado en la caja recopilatoria Life Time.
- Fue incluida en el álbum Waiting in the Sky (2024), lanzado como parte del Record Store Day de 2024.[5]

## Créditos
- David Bowie – voz principal y coros, guitarra acústica
- Mick Ronson – guitarra eléctrica, piano, coros
- Trevor Bolder – bajo eléctrico
- Mick Woodmansey – batería